# Sint-Hubertuskerk (Heusy)

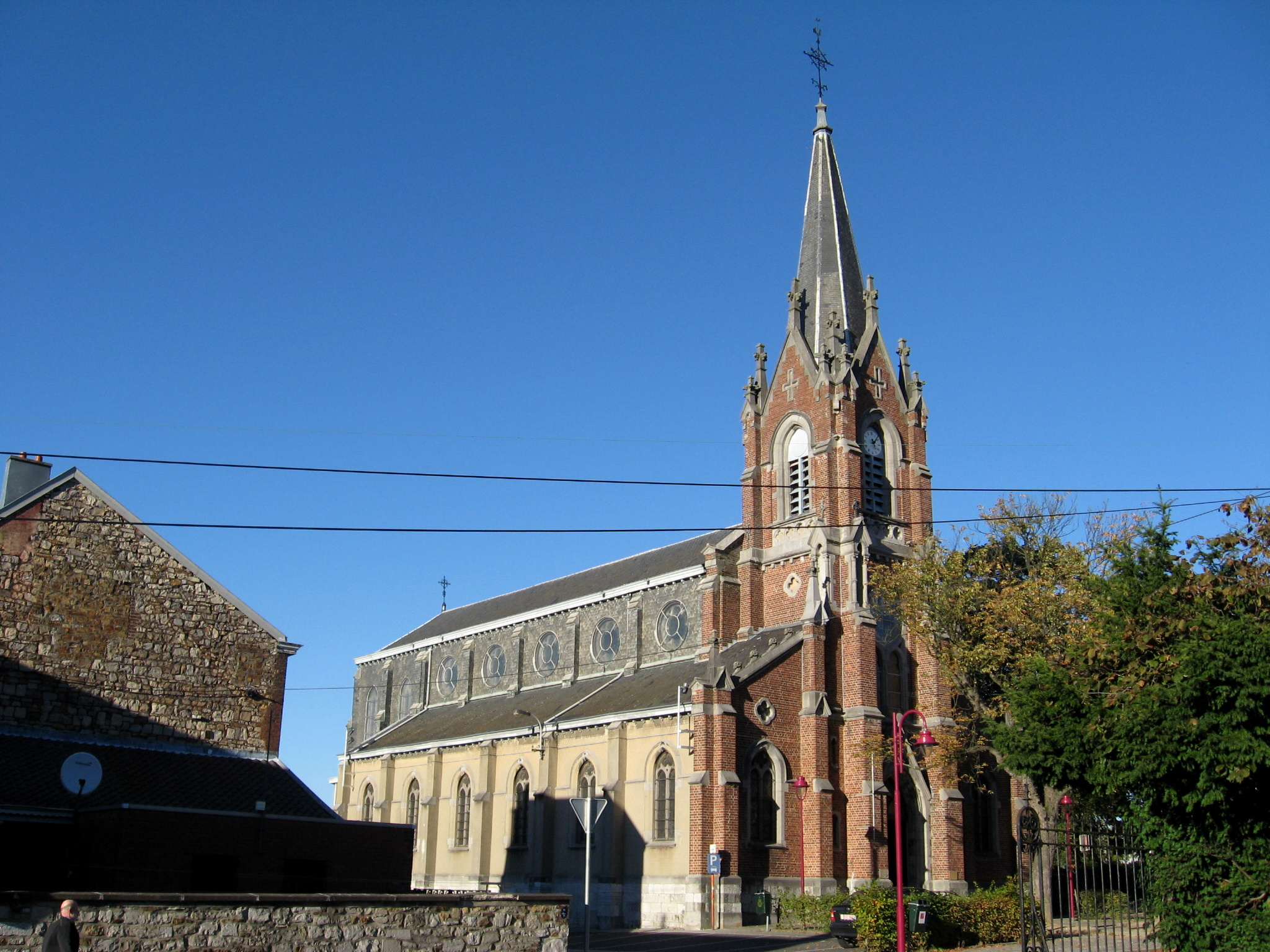
Sint-Hubertuskerk

De Sint-Hubertuskerk (Frans: Église Saint-Hubert) is een parochiekerk in het stadsdeel Heusy van de Belgische stad Verviers, gelegen aan de Rue de la Maison Communale.

## Geschiedenis
In 1714 kregen de inwoners van Heusy de toestemming om een kapel te bouwen. Pas in 1749 werd het koor van deze kapel voltooid. In 1809 werd de kerk een bijkerk van de Sint-Remaclusparochie te Verviers en in 1833-1834 werd ze verheven tot parochiekerk.
Van 1874-1876 werd een definitieve kerk gebouwd naar ontwerp van Charles Thirion.

## Gebouw
Het betreft een in baksteen opgetrokken driebeukig neogotisch basilicaal bouwwerk. De hoge, ingebouwde toren heeft vier frontalen, een achtkante spits en is, evenals de voorgevel, rijkelijk voorzien van pinakels. De kerk heeft een verlaagd koor, dat driezijdig is afgesloten en geflankeerd wordt door twee zijkapellen.
In 1882 werd de sacristie nog vergroot, eveneens naar ontwerp van Thirion.

## Interieur
Het kerkinterieur heeft nog een homogeen neogotisch karakter. De glas-in-loodramen dateren uit de bouwtijd. Altaren, preekstoel en dergelijke zijn eveneens van omstreeks 1880 en rijkelijk van houtsnijwerk voorzien. Charles Meunier verzorgde in 1903 een aantal schilderingen.

## Begraafplaats
Op het naast de kerk gelegen kerkhof vindt men een grafkapel van de familie van textielfabrikanten Regout-Lieutenant. De kapel uit omstreeks 1900 is een ontwerp van Auguste-Charles Vivroux, die ook het familiekasteel te Fraipont ontwierp.

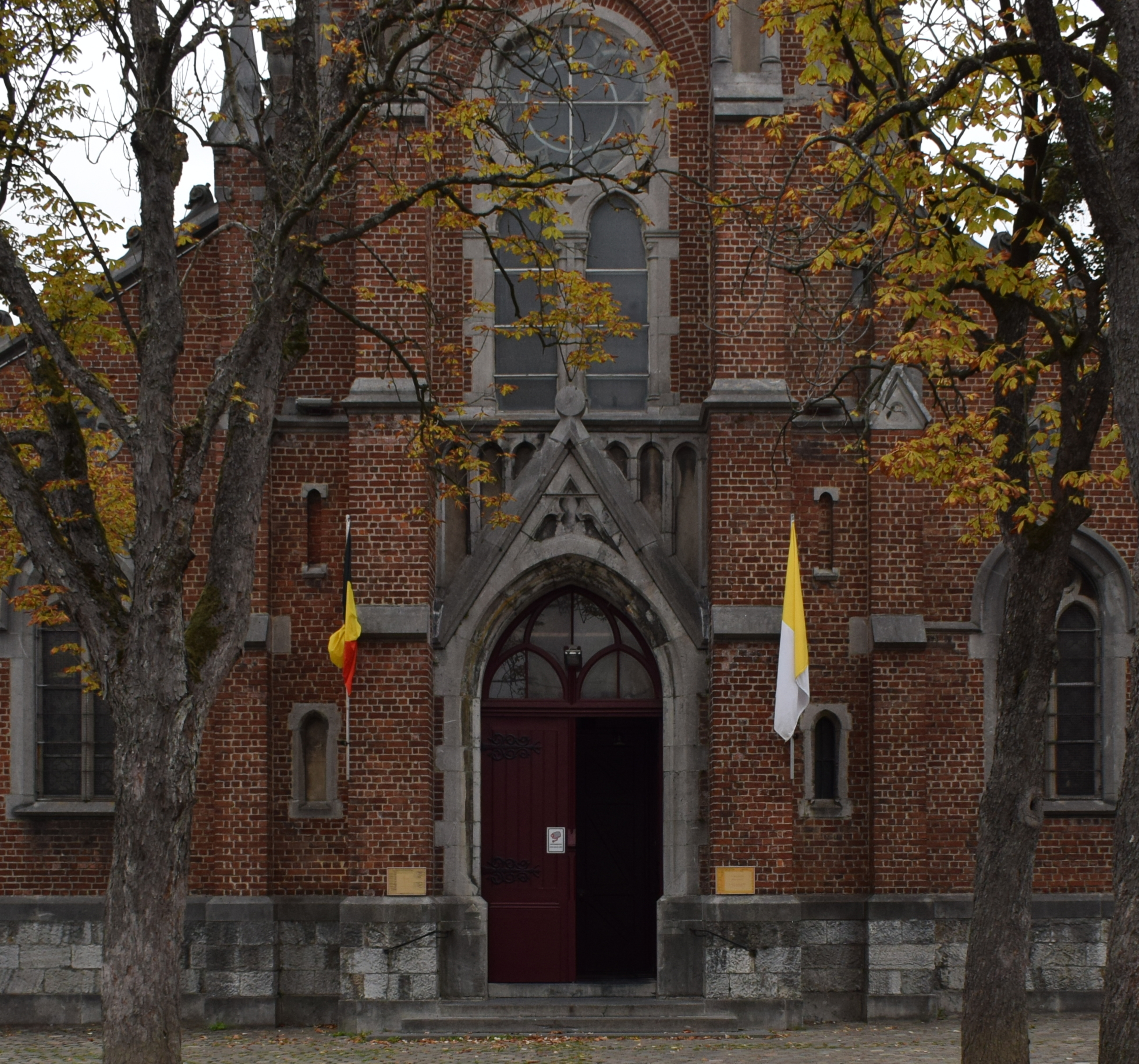
Entree
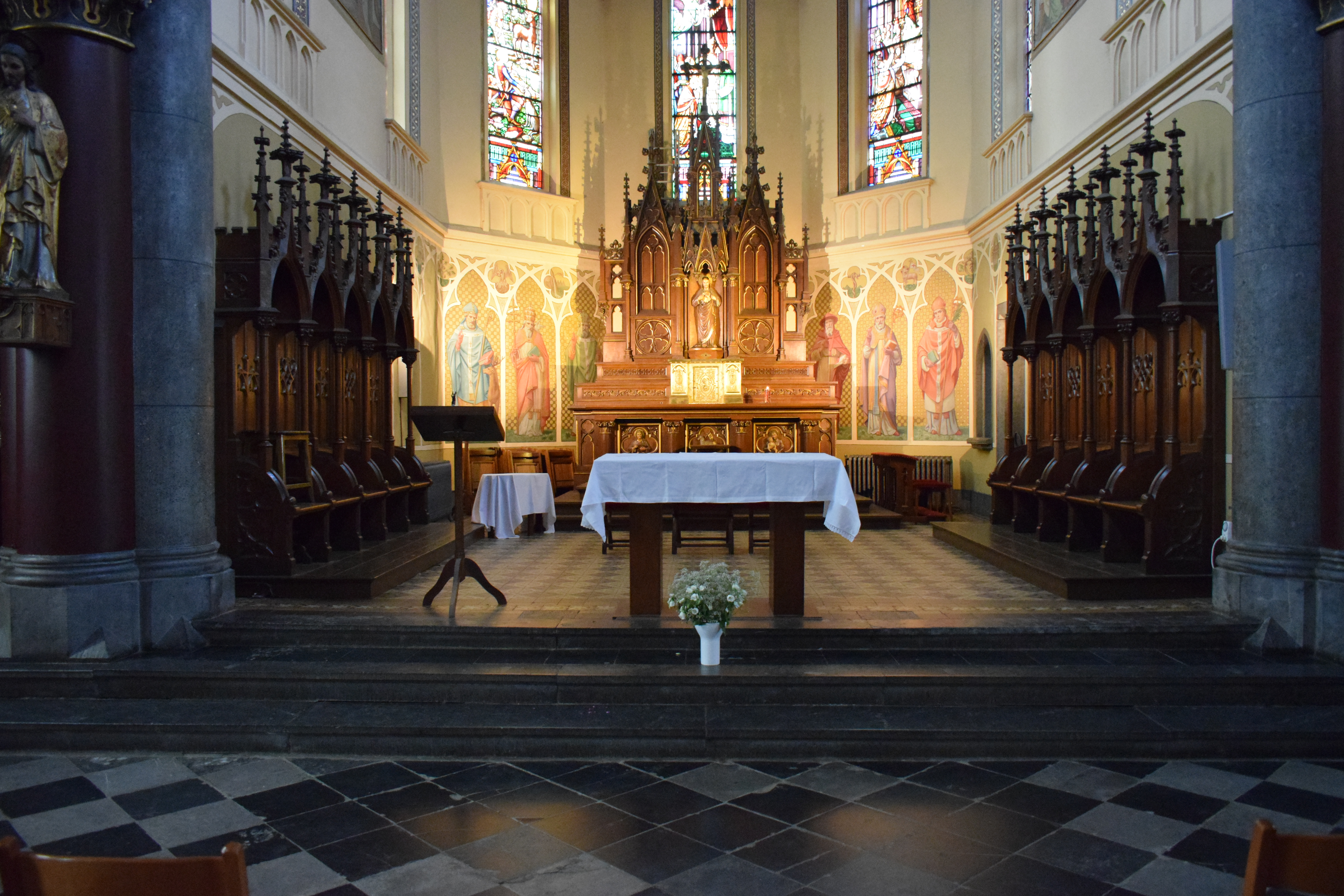
Zicht op het koor
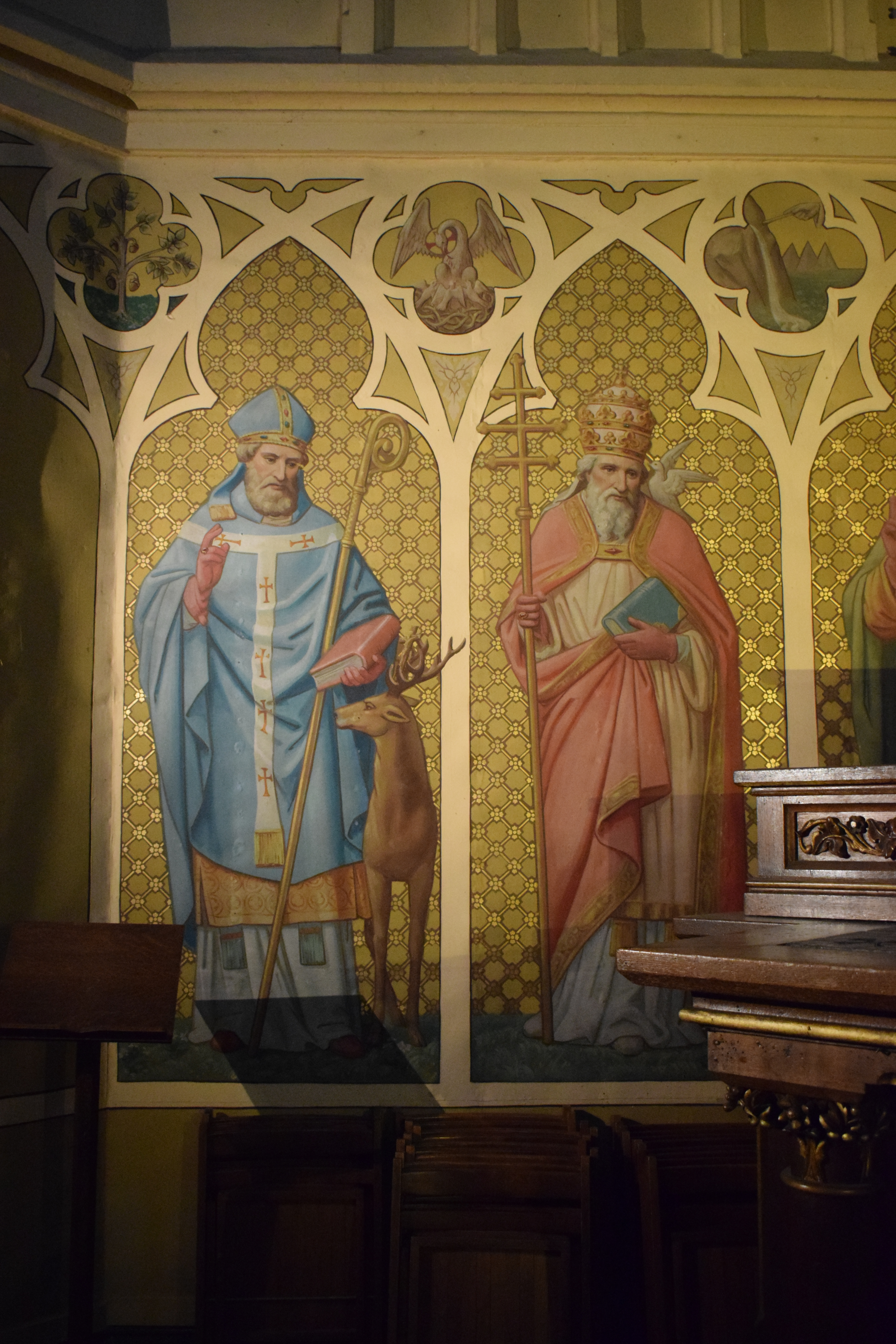
Wandschildering Ch. Meunier
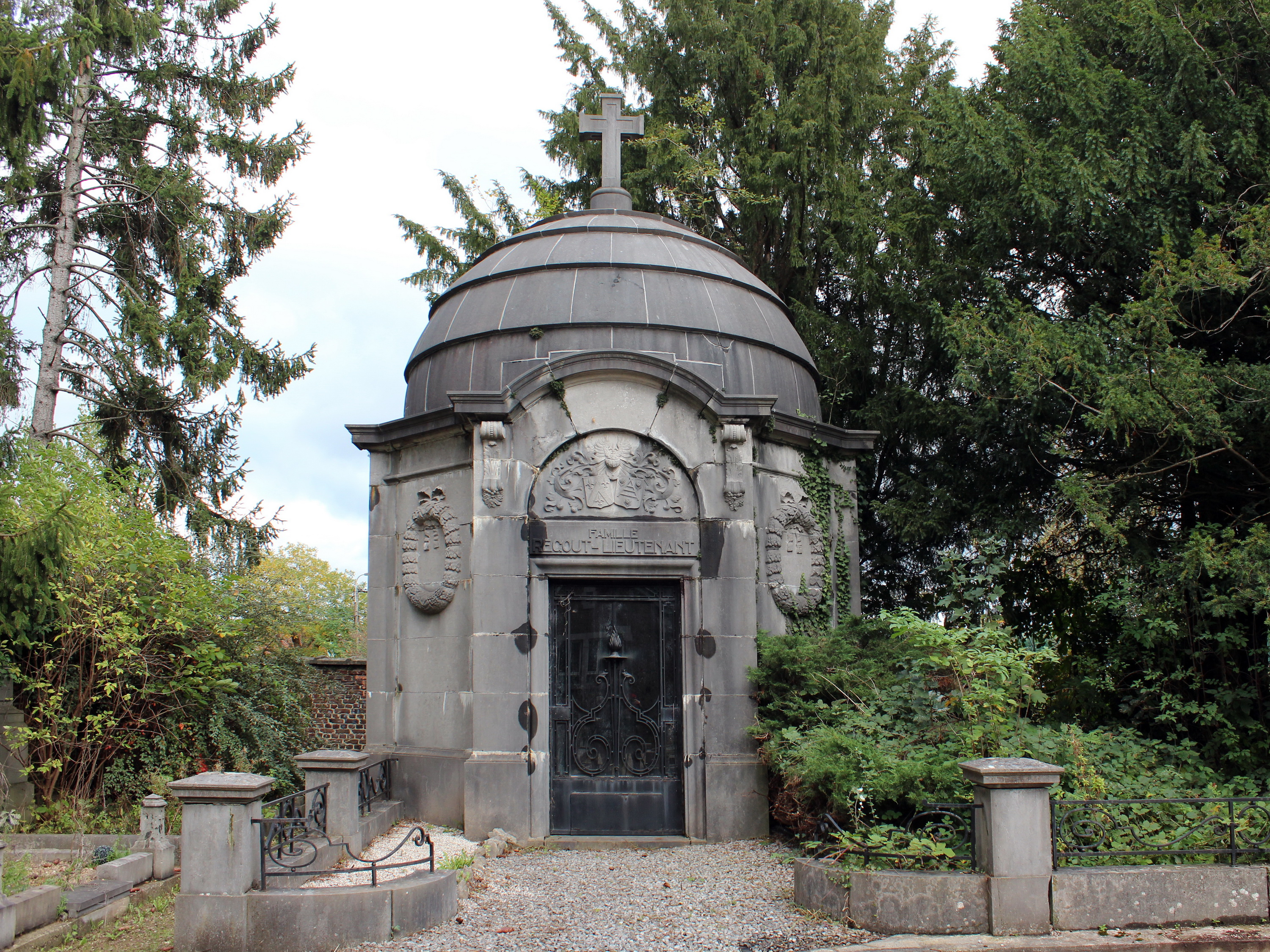
Grafkapel Regout-Lieutenant